# Karl Arne Wegerfelt
Karl Arne Wegerfelt, född 20 januari 1918 i Töre, död 18 september 2001 i Hedvig Eleonora församling i Stockholm, var en svensk företagsledare som var verkställande direktör för läkemedelsföretaget Astra 1957 till 1977.
Wegerfelt växte upp i Falun, där hans far var underofficer vid Dalregementet, och tog studentexamen 1936. Även Karl Arne Wegerfelt påbörjade en militär karriär, som officer, och genomgick utbildning vid Artilleri- och ingenjörhögskolan 1943-1945.
Wegerfelt stannade dock inte särskilt länge i det militära, utan övergick till att vara reservofficer och anställdes 1946 vid Astra. Han uppges ha blivit handplockad av Jacob Wallenberg, som ansåg Wegerfelt vara lämplig för en näringslivskarriär. 1948 blev Wegerfelt kapten i reserven.
Wegerfelt gjorde en snabb karriär inom Astra. 1947 blev han verkställande direktör för dotterbolaget A/S Norsk Astra. 1953 blev han Astras vice VD, och 1957 företagets VD. Han stannade på posten ända till 1977, då han utsågs till styrelsens hedersordförande. 
Under Wegerfelts tid som VD skedde en omfattande internationell expansion byggd på Xylocain. I början av 1960-talet inträffade Neurosedynskandalen, där ett läkemedel som Astra sålde på licens från det tyska företaget Grünenthal visade sig orsaka missbildningar när det användes av gravida kvinnor.
Han hade också uppdrag i en rad andra styrelser inom näringslivet. Han satt i styrelsen för Sveriges Industriförbund 1959-1981, och var dess ordförande 1973-1975. I Sveriges Kemiska Industrikontor satt han 1960-1981, och var ordförande 1977-1981. 
Wegerfelt valdes 1967 in som ledamot av Ingenjörsvetenskapsakademien (IVA), där han tillhörde avdelning XI, utbildning och forskning. Han var IVA:s vice preses 1970-1972 och sin avdelnings ordförande 1979-1981.
Wegerfelt var ordförande i Svenska skidförbundet 1961-1965. Han deltog själv i Vasaloppet några gånger.
Karl Arne Wegerfelt var gift med Vanja Wegerfelt, född Miltopaeus.